# Sanhehäst
Sanhehästen är en hästras som utvecklats i Kina. Namnet San-he betyder "tre floder" och beskriver det område där hästarna har fötts upp. Det autonoma området Inre Mongoliet som är hästarnas hemvist har de bästa grässtäpperna i Kina vilket gett en häst som håller en mycket högre kvalitet än övriga kinesiska raser. De är även större och en av de få kinesiska raser som normalt blir högre än ponnyhöjd (148 cm). Sanhehästarna är kompakta och starka hästar som används till ridhästar, körhästar och till jordbruk.

## Historia
Under Liaodynastin (907-1125) var det område som idag utgör Inre Mongoliet i Kina, mycket känt för sin avel av hästar som höll hög kvalitet. Hästarna var större och sundare på grund av bättre bete. Ca 700 år senare, under 1800-talet avlade man fram en ras som kallades Soulunhäst, en ras som var mycket känd för sin ridbarhet och sin goda exteriör och användes främst som kavallerihästar.
Under 1900-talets början försvann Soulunhästarna då de utavlades med olika ryska hästar som importerades till Kina. 1917 bosatte sig ryska nybyggare i Kina. Under Andra världskriget byggde även japanerna stora stuterier i området där de avlade olika europeiska och amerikanska raser som Angloaraber, arabiska- och engelska fullblod samt amerikanska travare. Dessa raser fick även stort inflytande på de inhemska japanska hästarna i området och standarden spretade mycket bland de olika hästarna. 1955 fastslog Jordbruksdepartementet att man skulle samla ihop korsningshästarna och använda dem för att utveckla en ny ras som då kallades San-he. Två stuterier startades i området.
Idag är rasen relativt ovanlig, även i Kina då de även är dyrare än de mindre kinesiska ponnyerna.

## Egenskaper
San-he är en mycket stark och kompakt ras med en bra musklad exteriör. I regel är Sanhehästarna mycket större och av högre kvalitet än de övriga kinesiska raserna som ofta är mycket små ponnyer. Sanhehästarna blir ofta runt 150 centimeter i mankhöjd. Hästarna är oftast bruna eller fuxfärgade. Andra färger är tillåtna inom rasen men mycket ovanliga. De är medelkraftiga hästar med ett ganska stort men finskuret huvud. Nosprofilen är rak eller lätt utåtbuktande. Lederna är starka och hovarna är mycket hårda och tåliga.
I Kina används hästarna inom galoppsporten men även till nöjesridning, jordbruk och för att dra vagn.